# Hanns-Josef Ortheil

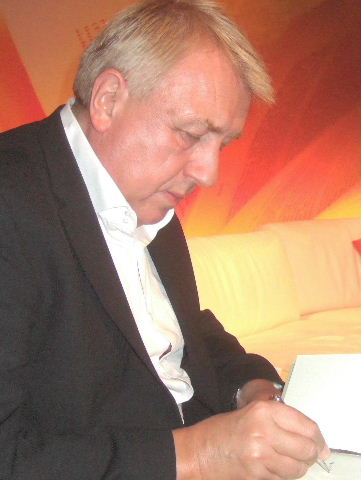
Hanns-Josef Ortheil, 2009

Hanns-Josef Ortheil (* 5. November 1951 in Köln) ist ein deutscher Schriftsteller, Drehbuchautor, Germanist, Hochschullehrer und Pianist.

## Leben
Hanns-Josef Ortheil ist fünfter Sohn der Bibliothekarin Maria Katharina Ortheil (1913–1996) und des Geodäten und späteren Bundesbahndirektors Josef Ortheil (1907–1988). Die Eltern hatten während des Zweiten Weltkriegs zwei Söhne und in den ersten Nachkriegsjahren wiederum zwei Söhne verloren. Angesichts dieser Todesfälle war Ortheils Mutter mit der Zeit immer schweigsamer und schließlich stumm geworden. So wuchs Ortheil in seinen ersten Kinderjahren mit einer sprachlosen Mutter auf und hörte im Alter von etwa drei Jahren für einige Zeit selbst zu sprechen auf. Er lernte deswegen erst mit sieben Jahren sprechen. In einem Fernsehstudio-Gespräch in der WDR-Sendung Planet Wissen erzählte Ortheil im Oktober 2013, sein erster Satz sei gewesen: „Gib mal her!“, als er beim Fußballspiel zweier Jungen den Ball haben wollte.
Eine Erlösung von dem stark introvertierten und mutistischen Kinderleben brachte dem Vierjährigen der Beginn des Klavierunterrichts, den er zunächst von seiner Mutter erhielt. Von 1956 an wurde Ortheil von Pianisten und Musikpädagogen unterrichtet, so etwa von dem Pianisten und Musiktheoretiker Erich Forneberg und später von der Pianistin und Arrau-Schülerin Daniela Ballek. Als Pianist machte Ortheil rasch Fortschritte und wollte diese Laufbahn beruflich einschlagen. Massive, immer wiederkehrende Sehnenscheidenentzündungen zwangen ihn jedoch während zweier Rom-Aufenthalte in den frühen siebziger Jahren, in denen er am römischen Konservatorium studierte und als Organist an der Kirche Santa Maria dell’Anima seinen Lebensunterhalt verdiente, zur Aufgabe dieses Berufswunsches.
Nach Kinder- und Jugendjahren in Köln, im Westerwald, in Wuppertal und Mainz machte Ortheil das Abitur am Mainzer Rabanus-Maurus-Gymnasium. Er studierte zunächst in Rom Kunstgeschichte und später an den Universitäten von Mainz, Göttingen, Paris und Rom Musikwissenschaft, Philosophie, Germanistik und Vergleichende Literaturwissenschaft. Während seines Studiums in den siebziger Jahren arbeitete er als Film- und Musikjournalist für die Mainzer Allgemeine Zeitung und später (ab den achtziger Jahren) als Feuilletonist und Literaturkritiker u. a. für die Frankfurter Allgemeine Zeitung, Die Zeit, Die Welt, den Rheinischen Merkur, den Spiegel und die Neue Zürcher Zeitung. 1976 wurde er mit einer Dissertation zur Theorie des Romans im Zeitalter der Französischen Revolution am Deutschen Institut der Universität Mainz promoviert.
Von 1976 bis 1982 war er dort wissenschaftlicher Mitarbeiter sowie von 1982 bis 1988 Hochschulassistent. 1979 debütierte er als Schriftsteller mit dem Roman Fermer. Für diesen erhielt er den ersten „Aspekte“-Literaturpreis des ZDF für „das beste Debüt“ der Saison. 1983 heiratete er die Verlegerin Imma Klemm. Sie ist die Enkelin des expressionistischen Lyrikers Wilhelm Klemm, dem er eine Monografie widmete. Von 1988 bis 1990 war er freier Schriftsteller. 1991 erhielt er das Stipendium der Deutschen Akademie Villa Massimo Rom und lebte von dieser Zeit an wieder häufiger in Rom. Dort nahm Ortheil während eines zweiten Villa-Massimo-Aufenthaltes im Jahr 1993 auch seine frühere Konzerttätigkeit wieder auf und spielte in privatem, aber auch in öffentlichem Rahmen.
1990 erhielt er eine Dozentur für Kreatives Schreiben und Gegenwartsliteratur an der Universität Hildesheim, wo er 1999 den Studiengang „Kreatives Schreiben und Kulturjournalismus“ gründete. Hieraus gingen jüngere Schriftstellerinnen und Schriftsteller hervor, etwa Mariana Leky, Paul Brodowsky, Thomas Klupp, Sebastian Polmans, Kevin Kuhn und Leif Randt. 2003 wurde er ebenfalls in Hildesheim Professor für Kreatives Schreiben und Kulturjournalismus; er führte den Studiengang nun zusammen mit Kollegen und Mitarbeitern erfolgreich weiter.
2008 wurde Ortheil erster Direktor des neu gegründeten „Instituts für Literarisches Schreiben und Literaturwissenschaft“ der Universität Hildesheim, das sich der Förderung junger Autoren in Theorie und Praxis widmet und in der Forschung alle Aspekte von Schrift und Schreiben untersucht. Neben seiner Lehrtätigkeit an der Universität Hildesheim war Ortheil Poetik-Dozent an der Washington University in St. Louis/USA sowie an den Universitäten von Paderborn, Bielefeld, Heidelberg, Zürich und Bamberg. Ortheil ist Honorarprofessor der Universität Heidelberg sowie Mitglied des PEN-Zentrums Deutschland und der Bayerischen Akademie der Schönen Künste in München. Seit 2012 ist er Kurator des Gargonza Arts Award. Seit Oktober 2016 betreibt er einen Blog, über die Folgen dieses „Schreibexperiments“ berichtete er im Juni 2020.
In dem Buch Ombra – Roman einer Wiedergeburt, das im Oktober 2021 erschien, verarbeitet Ortheil die Eindrücke und Erfahrungen einer schweren Herzinsuffizienz, die im Sommer 2019 bei ihm diagnostiziert wurde und die eine Herz-OP mit Komplikationen und anschließendem Aufenthalt in einer Reha-Klinik nach sich zog.
Seit früher Kindheit schreibt er täglich auf, was ihn beschäftigt. Inzwischen haben sich tausende von schwarzen Kladden angesammelt, und er schreibt dazu: „Das große, unveröffentlichte Schreibprojekt der täglichen Aufzeichnungen erscheint mir inzwischen sogar als mein eigentliches Schreibprojekt oder ‚Hauptwerk‘, aus dem immer wieder Teilprojekte in Form von Romanen, Erzählungen, Essays, Reportagen oder Artikeln hervorgehen.“

## Rezeption (Auswahl)
- Zu Die Berlinreise (2014): „Für alle, die etwas mit Berlin zu tun haben, ist das Buch eine erfreuliche Erinnerung, wobei die Sicht aus der Perspektive des Kindes durchaus ein Kick ist, der den Text interessant macht. Auch der Blickwinkel des Kindes bietet eine große Anzahl von Reizen und Anregungen – in manch einer Familie könnte das Buch ein Familienlesebuch werden.“ (Norbert Kühne, Medienhaus Bauer/Marler Zeitung und 5 weitere Ausgaben, Marl, 13. August 2014).

## Werke

### Autorenschaft

#### Sachliteratur
- Der poetische Widerstand im Roman. Geschichte und Auslegung des Romans im 17. und 18. Jahrhundert. Dissertation. Athenäum, Königstein/Taunus 1980, ISBN 3-7610-8073-5.
- Mozart im Innern seiner Sprachen (= Collection S. Fischer. Bd. 28). S. Fischer, Frankfurt am Main 1987, ISBN 3-596-22328-8.
- Das Glück der Musik – Vom Vergnügen, Mozart zu hören (= Sammlung Luchterhand). Luchterhand, München 2006, ISBN 3-630-62082-5.
- mit Klaus Siblewski: Wie Romane entstehen (= Sammlung Luchterhand). Luchterhand, München 2008, ISBN 978-3-630-62111-1.
- Lesehunger. Ein Bücher-Menu in 12 Gängen (= Ästhetik des Schreibens. Bd. 3). Luchterhand, München 2009, ISBN 978-3-630-62153-1.
- Schreiben dicht am Leben. Notieren und Skizzieren (= Kreatives Schreiben). Duden, Mannheim/Zürich 2012, ISBN 978-3-411-74911-9.
- Schreiben auf Reisen (= Kreatives Schreiben.) Duden, Mannheim/Zürich 2012, ISBN 978-3-411-75371-0.
- Die Gegenwärtigkeit des Glaubens. Reflexion zum Text der Kantate BWV 151 „Süßer Trost, mein Jesus kömmt“. Anlässlich der Aufführung durch die J. S. Bach-Stiftung am 13. Dezember 2013 in der Kirche Trogen AR.[5]
  - Enthalten in: „Süßer Trost, mein Jesus kömmt“. Kantate BWV 151. Rudolf Lutz, Chor und Orchester der J. S. Bach-Stiftung, Gerlinde Sämann[6] (Sopran), Alex Potter (Altus), Clemens Flämig (Tenor), Philippe Rayot (Bass). Samt Einführungsworkshop sowie Reflexion von Hanns-Josef Ortheil. DVD. Gallus Media 2014.
- Schreiben über mich selbst. Spielformen des autobiografischen Schreibens (= Kreatives Schreiben). Duden, Berlin / Mannheim / Zürich 2014, ISBN 978-3-411-75437-3.
- Nach allen Regeln der Kunst. Schreiben lernen und lehren. Insel, Berlin 2024, ISBN 978-3-458-64422-4.

#### Biografien
- Wilhelm Klemm – Ein Lyriker der „Menschheitsdämmerung“. Kröner, Stuttgart 1979, ISBN 3-520-70401-3.
- Jean Paul (= rororo bildmonographien. rm 329). Rowohlt, Reinbek bei Hamburg 1984, ISBN 3-499-50329-8.

#### Drehbücher
- mit Christine Soetbeer: Dämonen der Städte – Georg Heym. Fernsehfilm, ZDF, Erstsendung 1985.
- mit Christine Soetbeer: Ezra Pound – Ein amerikanischer Hochverräter. Fernsehfilm, ZDF, Erstsendung 1986.

#### Zeitgenössische Romane / Autobiographische Essays
- Fermer (= Collection S. Fischer. Bd. 7). Roman. S. Fischer, Frankfurt am Main 1979, ISBN 3-596-22307-5.
- Hecke. Erzählung. S. Fischer, Frankfurt am Main 1983, ISBN 3-10-057602-0.
- Köder, Beute und Schatten. Suchbewegungen (= Collection S. Fischer. Bd. 43). Essays. S. Fischer, Frankfurt am Main 1985, ISBN 3-596-22343-1.
- Schwerenöter. Roman. Piper, München u. a. 1987, ISBN 3-492-03179-X.
- Agenten. Roman. Piper, München u. a. 1989, ISBN 3-492-03363-6.
- Schauprozesse. Beiträge zur Kultur der 80er Jahre. Essays. Piper, München u. a. 1990, ISBN 3-492-11180-7.
- Abschied von den Kriegsteilnehmern. Roman. Piper, München u. a. 1992, ISBN 3-492-03596-5.
- Römische Sequenz. Notizen. Deutsche Akademie Villa Massimo, Rom 1993, DNB 941119467.
- Familienbande. Die Anfänge des Schreibens (= Paderborner Universitätsreden. Bd. 40). Rektorat der Universität/Gesamthochschule, Paderborn 1994, DNB 942323009.
- Das Element des Elephanten. Piper, München u. a. 1994.
- Blauer Weg. Luchterhand, München 1996.
  - Erweiterte Neuausgabe: Luchterhand, München 2014, ISBN 978-3-630-87444-9.
- Beschreibung: Erwin Wortelkamps Tal bei Hasselbach im Westerwald. Witten 2000.
- Lo und Lu. Luchterhand, München 2001.
- Die große Liebe. Roman. Luchterhand, München 2003, ISBN 3-630-87147-X.
- Venedig. Luchterhand, München 2004.
- Die weißen Inseln der Zeit. Orte, Bilder, Lektüren. Feuilletons, Reden, Essays, Notizen. Luchterhand, München 2004, ISBN 3-630-87175-5.
- Das große Fest der Schrift. Aufzeichnungen zum Literaturfestival „Prosanova“. Glück und Schiller, Hildesheim 2005, ISBN 3-938404-05-1.
- Die geheimen Stunden der Nacht. Luchterhand, München 2005.
- Das Verlangen nach Liebe. Luchterhand, München 2007.
- Die Erfindung des Lebens. Luchterhand, München 2009.
- Rom. Eine Ekstase. Oasen für die Sinne. Luchterhand, München 2009.
- Die Moselreise. Roman eines Kindes. Luchterhand, München 2010.[7]
- Liebesnähe. Luchterhand, München 2011, ISBN 978-3-630-87303-9.
- Das Kind, das nicht fragte. Roman. Luchterhand, München 2012, ISBN 978-3-630-87302-2.
- Die Berlinreise. Luchterhand, München 2014, ISBN 978-3-630-87430-2.
- Rom, Villa Massimo. LangenMüller, München 2015, ISBN 978-3-7844-3368-4.
- Der Stift und das Papier. Luchterhand, München 2015, ISBN 978-3-630-87478-4.
- Die Pariser Abende des Roland Barthes. Dieterich’sche Verlagsbuchhandlung, Mainz 2015, ISBN 978-3-87162-086-7.
- Was ich liebe – und was nicht. Luchterhand, München 2016, ISBN 978-3-630-87416-6.
- Der Typ ist da. Kiepenheuer & Witsch, Köln 2017, ISBN 978-3-462-05014-1.
- Paris, links der Seine. Insel, Berlin 2017, ISBN 978-3-458-17721-0.
- Die Mittelmeerreise: Roman eines Heranwachsenden. Luchterhand, München 2018, ISBN 978-3-630-87535-4.
- Im Westerwald. Dieterich’sche Verlagsbuchhandlung, Mainz 2019, ISBN 978-3-87162-102-4.
- Wie ich Klavierspielen lernte. Insel, Berlin 2019, ISBN 978-3-458-17789-0.
- Italienische Momente. München 2020, ISBN 978-3-442-71912-9.
- Ombra. Roman einer Wiedergeburt. München 2021, ISBN 978-3-630-87661-0.
- Charaktere in meiner Nähe. Reclam, Stuttgart 2022, ISBN 978-3-15-011421-6
- Kunstmomente – wie ich sehen lernte. btb, München 2023, ISBN 978-3-442-77300-8
- Von nahen Dingen und Menschen. DuMont, Köln 2024, ISBN 978-3-8321-6838-4.
- Schwebebahnen. Luchterhand Literaturverlag, München 2025, ISBN 978-3-630-87784-6

#### Historische Romane
- Faustinas Küsse. Luchterhand, München 1998.
- Im Licht der Lagune. Luchterhand, München 1999.
- Die Nacht des Don Juan. Luchterhand, München 2000, ISBN 3-630-87074-0.
- Der von den Löwen träumte. Luchterhand, München 2019, ISBN 978-3-630-87439-5.

### Herausgeber
- Wilhelm Klemm: Ich lag in fremder Stube. München 1981.
- Robert Schumann: Briefe einer Liebe. Königstein/Taunus 1982.
- Hanns-Josef Ortheil: Mein Sommer. DuMont Buchverlag, Köln 2012, ISBN 978-3-8321-6192-7.
- Stephan Porombka: Schreiben unter Strom. Experimentieren mit Twitter, Blogs, Facebook & Co. (= Kreatives Schreiben). Duden, Mannheim/Zürich 2012, ISBN 978-3-411-74921-8.
- Christian Schärf: Schreiben Tag für Tag. Journal und Tagebuch. (= Kreatives Schreiben). Duden, Mannheim/Zürich 2012, ISBN 978-3-411-74901-0.
- Christian Schärf: Spannend schreiben. Krimi, Mord- und Schauergeschichten. (= Kreatives Schreiben). Duden, Mannheim/Zürich 2013, ISBN 978-3-411-75436-6.
- Mit Imma Klemm: Danke für die Einladung. DuMont, Köln 2013, ISBN 978-3-8321-9704-9.
- Mit Paul Klambauer: 1200 Jahre literarisches Hildesheim. zu Klampen Verlag, Springe 2015, ISBN 978-3-86674-508-7.

## Auszeichnungen
- 1979: Aspekte-Literaturpreis
- 1981: Förderpreis des Landes Nordrhein-Westfalen für Literatur
- 1982: Sonderpreis der Lektoren beim Ingeborg-Bachmann-Wettbewerb[8]
- 1988: Literaturpreis der Stadt Stuttgart
- 1991: Villa-Massimo-Stipendium
- 2000: Brandenburgischer Literaturpreis
- 2000/2001: Mainzer Stadtschreiber
- 2001: Verdienstmedaille des Landes Baden-Württemberg[9]
- 2002: Thomas-Mann-Preis
- 2004: Georg-K.-Glaser-Preis
- 2006: Koblenzer Literaturpreis
- 2007: Nicolas-Born-Preis
- 2009: Elisabeth-Langgässer-Literaturpreis
- 2014: Stefan-Andres-Preis
- 2016: Hannelore-Greve-Literaturpreis[10]
- 2018: Peter-Wust-Preis[11]
- 2022: Verdienstorden des Landes Rheinland-Pfalz[12]